# Santi Martiri Anauniesi (Sanzeno)

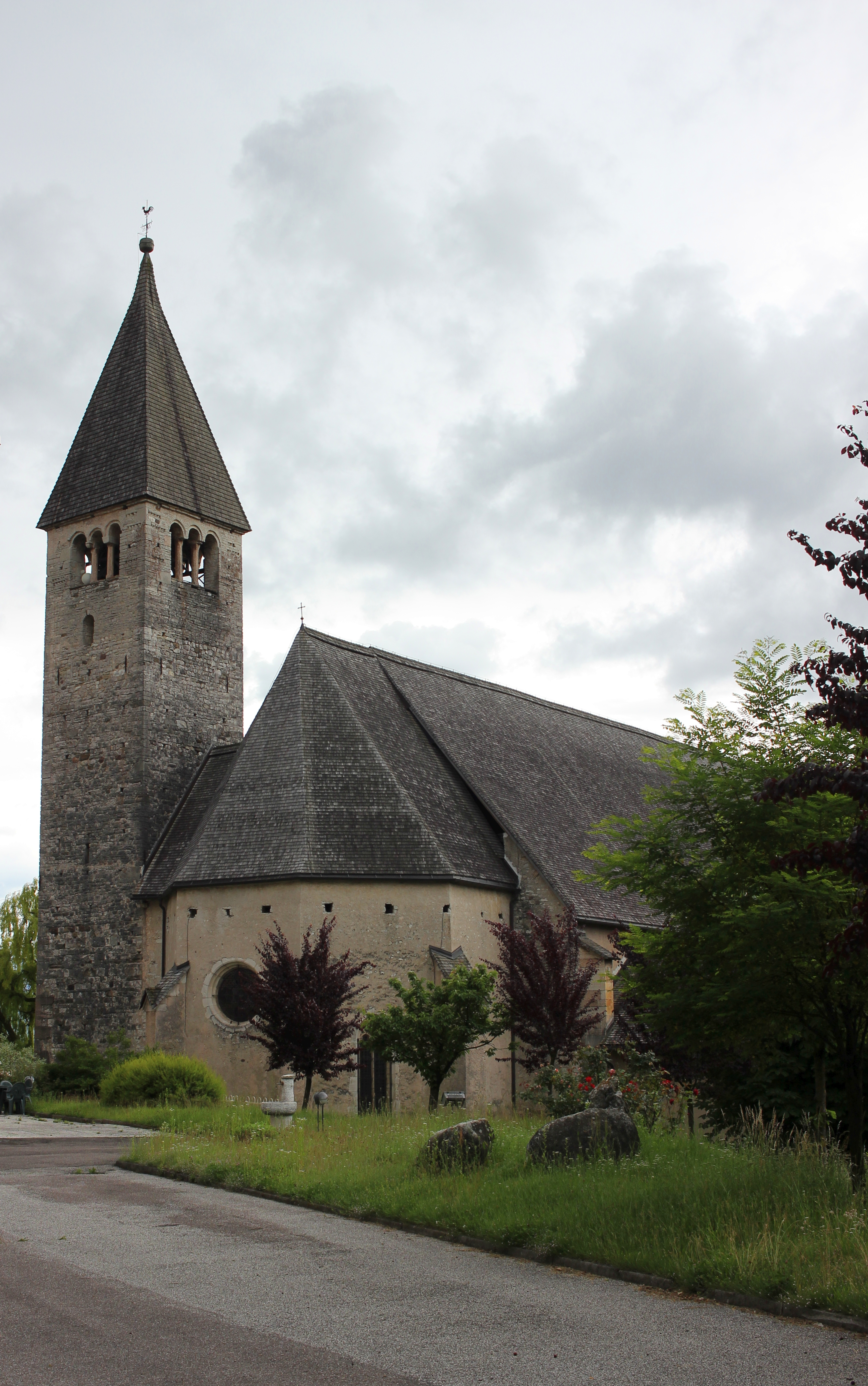
Basilika von Sanzeno – Apsis

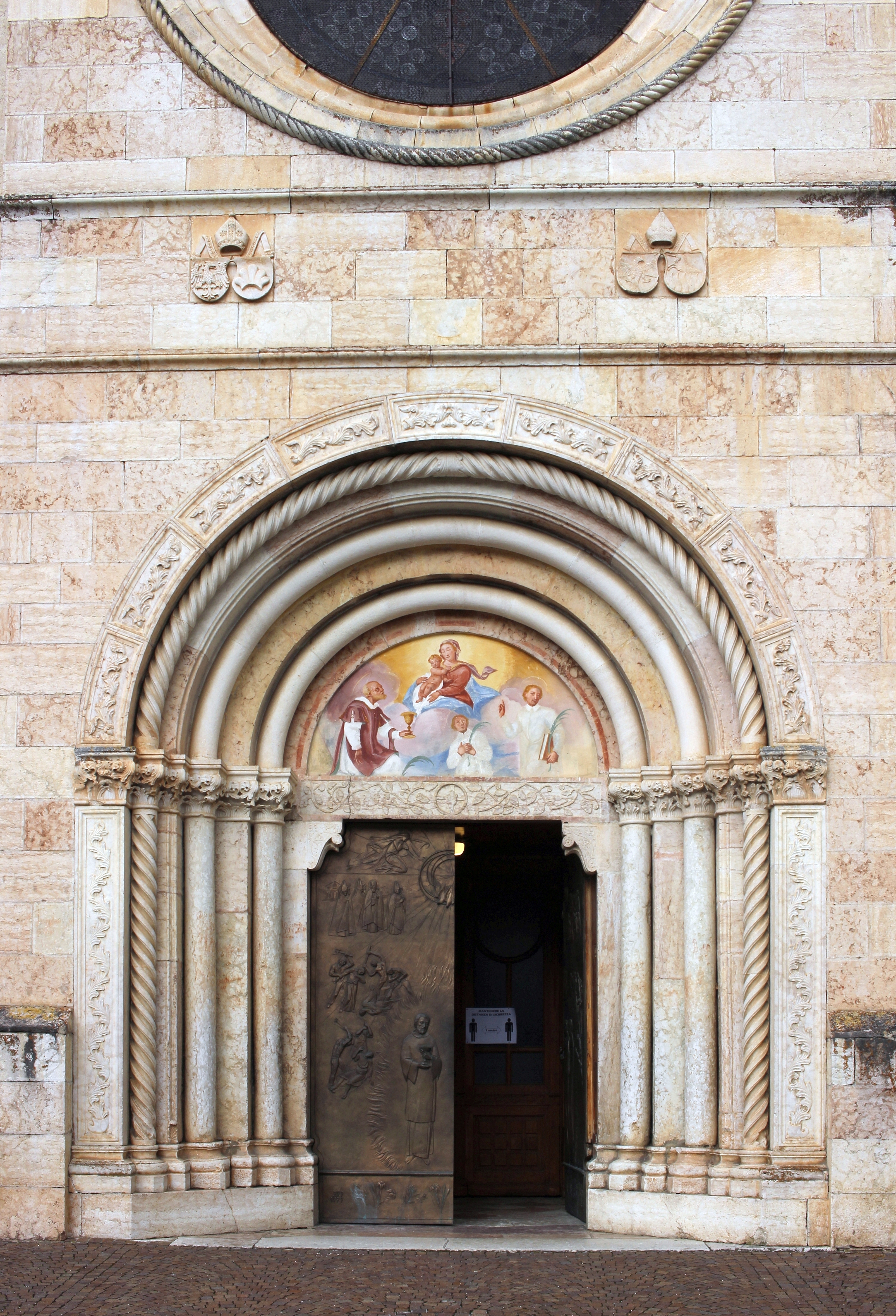
Eingang mit Lünette

Die Basilika Santi Martiri Anauniesi (deutsch Basilika der Heiligen Märtyrer von Anaunia) ist eine römisch-katholische Kirche in Sanzeno im Trentino, Italien. Die Pfarrkirche des Erzbistums Trient ist den drei Märtyrern Sisinnius, Martyrius und Alexander gewidmet und trägt den Titel einer Basilica minor. Die Kirche im Nonstal wurde ausgehend von einer romanischen Vorgängerkirche Mitte des 16. Jahrhunderts fertiggestellt. Die Basilika bewahrt in zwei Reliquienschreinen die Asche und einige Überreste der Märtyrer auf.

## Geschichte
Die Missionare Sisinnius, Martyrius und Alexander stammten vermutlich aus Kappadokien. In Anaunia bildeten sie für einige Jahre eine kleine Mönchsgemeinschaft, von der aus sie ihre Predigten zur Bekehrung der örtlichen Bevölkerung begannen. Die noch den heidnischen Riten verbundene Bevölkerung ermordete sie am 29. Mai 397 während eines heidnischen religiösen Festes nahe dem heutigen Sanzeno auf dem Scheiterhaufen. 
Bei archäologische Grabungen im 19. und 20. Jahrhundert wurden im Umkreis der Basilika Votivsteine, Grabsteine und Sarkophage entdeckt, die bis in die Römerzeit zurückreichen. Ein erster frühmittelalterlicher Kirchenbau  wurde vermutlich bereits zwischen dem 7. und 8. Jahrhundert errichtet, bei dem auch die römischen Grabplatten zum Teil verbaut wurden, wie unter anderem der Rest eines römischen Grabsteins an der Außenwand des Glockenturms belegt. Der frühmittelalterliche Bau wurde später durch einen romanischen Neubau ersetzt. Die romanische Kirche wurde erstmals im Codex Wangianus mit Bezug auf das Jahr 1211 urkundlich erwähnt.
Am 25. Mai 1472 wurde unter dem Altar der romanischen Kirche ein Holzkasten entdeckt, der die Asche aus der Verbrennung der Märtyrer enthielt. Fürstbischof Johannes Hinderbach begann daraufhin mit der Planung einer neuen Kirche, der heutigen Basilika.  Der Bau begann 1480 ausgehend von den Umfassungsmauern der vorherigen Kirche und wurde unter Fürstbischof Ulrich von Frundsberg fortgesetzt. Unter Fürstbischof Cristoforo Madruzzo wurden die Arbeiten 1542 mit der Steinverkleidung der Fassade abgeschlossen.
Im November 1973 erhob Papst Paul VI. die Kirche in den Rang einer Basilica minor. Sie wird von einem Franziskanerkonvent betreut.

## Architektur
Die Hallenkirche ist 46 m lang, 14,50 m breit und 13,45 m hoch. Die Seitenschiffe sind mit je vier Säulen vom Hauptschiff abgeteilt, die Säulenkapitelle sind mit gotischen Motiven in Kombination mit Renaissanceelementen dekoriert. Sie tragen gleich hohe Netzgewölbe in den drei Kirchenschiffen. Der gesamte Bau besteht aus hellem Stein.
Entsprechend den drei Kirchenschiffen ist die Fassade der Basilika in drei Felder unterteilt, von denen das mittlere mit einer großen Fensterrosette des Architekten Giacomo Mookadoha ausgestattet ist. Die Lünette über dem Portal stellt die Jungfrau Maria und die drei Märtyrer dar, über dem Portal sind die Wappen der Bischöfe Hinderbach und Frundsberg zu sehen.
Die Bronzetüren von Livio Conta aus dem Jahr 1997 stellen die Geschichte der drei Märtyrer dar. Südlich neben dem Chor befindet sich der Glockenturm, der auf die alte romanische Kirche zurückgeht. Der Glockenstuhl öffnet sich mit Triforienfenstern, der Helm ist als spitzes Pyramidendach ausgeführt.

## Die Kapelle der Heiligen Märtyrer

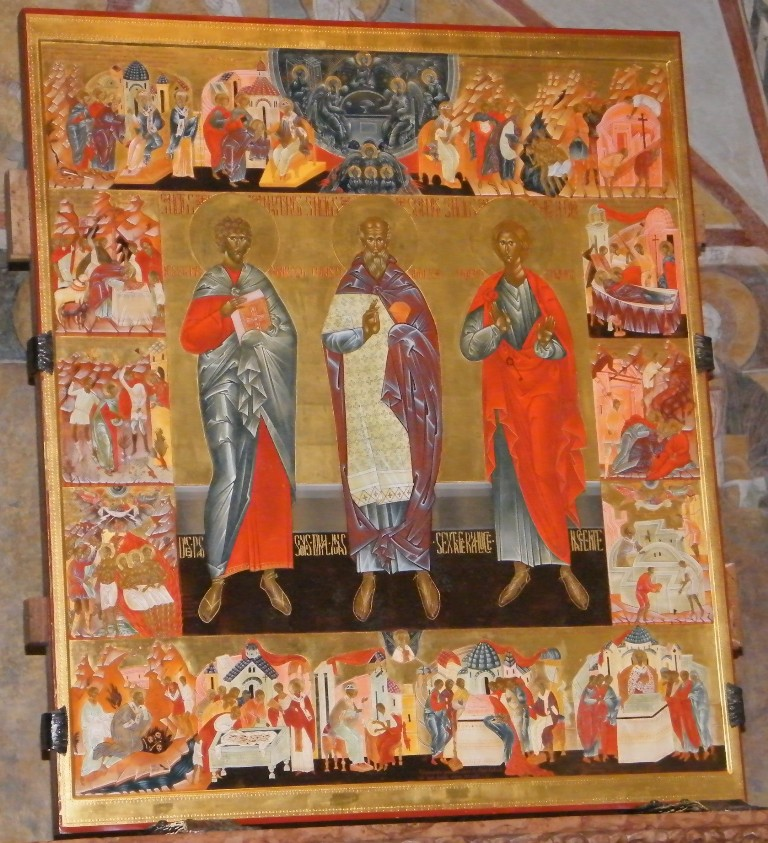
Ikone der Märtyrer

Die Märtyrerkapelle geht auf die Vorgängerkirche zurück, sie befindet sich im rechten Seitenschiff und wird durch ein schmiedeeisernes Tor geschützt. An der linken Wand stellt ein Fresko aus dem 12. Jahrhundert die drei Märtyrer dar, umgeben von Figuren aus dem Alten und Neuen Testament und Symbolen für die Monate des Jahres. In der Mitte der Kapelle befindet sich die rote Steinurne aus Trient mit den Resten des Scheiterhaufens. Zusätzlich bewahrt die Basilika auch eine weitere Urne mit Rippenreliquien auf, die der Basilika von Sanzeno 1927 von der Mailänder Basilika San Simpliciano gestiftet wurde.